# Luna 19
Luna 19 (em russo: Луна que significa lua), ou Luna E-8LS No.1, identificada pela NASA como 1971-082A, foi a primeira missão usando a plataforma E-8LS, para o Programa Luna (um projeto soviético), tinha como objetivos, a obtenção de imagens da superfície lunar, com um sistema especializado de câmeras de TV e um sofisticado sistema de orientação e rastreamento, e também estender o estudo sistemático dos campos gravitacionais e concentração de massas, além do estudo de radiações e ventos solares.

## A espaçonave
A espaçonave Luna 19, do tipo E-8LS, consistia de dois estágios integrados: um estágio básico semelhante ao anteriores e um de instrumentação montado sobre o primeiro:
- O estágio básico era um cilindro montado sobre um conjunto de tanques esféricos sem os trens de pouso, um motor principal e jatos auxiliares para atuar durante as manobras de entrada e manutenção em órbita.
- O estágio de instrumentação tinha o formato semelhante ao do rover Lunokhod (como uma banheira, só que sem as rodas), que abrigava toda a instrumentação científica em ambiente pressurizado.

## A missão

### Lançamento
O lançamento da Luna 19, ocorreu em 28 de Setembro de 1971 as 10:00:22 UTC, através de um foguete Proton-K, a partir da plataforma 81/24 do Cosmódromo de Baikonur que a levou a uma órbita de espera intermediária e em seguida impulsionada em direção à Lua.

### Percurso e órbita
Depois de duas manobras de correção de curso realizadas na sua rota para a Lua em 29 de Setembro e 1 de Outubro, a Luna 19 entrou em órbita lunar em 2 de Outubro de 1971. Os parâmetro iniciais da órbita lunar eram: 140 x 140 km a 40,58° de inclinação.

### A pesquisa
Logo depois de entrar em órbita, a espaçonave deu início a sua missão principal, fornecendo imagens panorâmicas da região montanhosa da Lua localizada entre 30° e 60° de latitude Sul e 20° e 80° de longitude Leste. Outros experimentos científicos sobre a forma e a força do campo gravitacional da Lua e localização de massas. Experimentos de ocultação em Maio e Junho de 1972, permitiram aos cientistas determinar a concentração de partículas carregadas a uma altitude de 10 km. Estudos adicionais dos ventos solares foram coordenados com os efetuados pelas sondas Marte 2 e Marte 3 e também pelas Venera 7 e Venera 8. As comunicações com a Luna 19 foram encerradas em algum momento entre 3 e 20 de Outubro de 1972, depois de um ano de operação e mais de 4.000 órbitas ao redor da Lua.